# Tolisa (Modriča)
Tolisa (szerbül: Толиса), település Bosznia-Hercegovinában, Modriča községben, a Szerb Köztársaság északi régiójában.

## Fekvése
A település Bosznia-Hercegovina északi részén, Dobojtól légvonalban 24, közúton 42 km-re északkeletre, községközpontjától légvonalban 8, közúton 11 km-re délre, a Trebava-hegység területén, a Tolisa-patak völgyében és a környező hegyeken, 164-476 méteres magasságban fekszik.

## Népessége
| Nemzetiségi csoport | Népesség 1991 | Népesség 2013 |
| ------------------- | ------------- | ------------- |
| Szerb               | 797           | 369           |
| Bosnyák             | 0             | 0             |
| Horvát              | 1             | 1             |
| Jugoszláv           | 2             | 0             |
| Egyéb               | 58            | 2             |
| Összesen            | 858           | 372           |

## Története
Az itt talált régészeti leletek azt bizonyítják, hogy Tolisa területe már az újkőkorszaktól fogva lakott volt. A 19. század végén az itteniek véletlenül bukkantak egy több réz és bronztárgyból álló leletegyüttesre. A réztárgyak között egy szekerce és egy véső, míg a bronztárgyak közül egy sarló, egy fibula, egy karkötő, egy gyűrű és néhány gomb voltak a legjelentősebb leletek. Valamennyi lelet egy halomsírból szármatott.
1858-ban Tolisa népe is részt vett az oszmánellenes trebavai felkelésben. A település 1878-ig tartozott az Oszmán Birodalomhoz. Ekkor a berlini kongresszus határozata alapján az Osztrák-Magyar Monarchia része lett. 1879-ben az első osztrák-magyar népszámlálás során a Gradačaci járáshoz és Tolisa Gornja községhez tartozó településnek, 103 háztartása és 670 ortodox lakosa volt. 1910-ben a Gradačaci járáshoz tartozó településen 172 háztartást, 959 ortodox és 4 muszlim lakost találtak. A monarchia szétesésével 1918-ban előbb a Szerb-Horvát-Szlovén Királyság, majd 1929-től a Jugoszláv Királyság része lett. 1921-ben a Gradačaci járáshoz tartozó településnek 938 lakosa volt, közülük 934 ortodox és 4 muszlim. Az 1929-es törvény értelmében, amikor Bosznia-Hercegovinát négy banovinára, Drinskára, Vrbaskára, Zetskára és Primorskára osztották, a település a Vrbaska banovina (Orbászi Bánság) része lett, amelynek székhelye Banja Luka volt. 1939-ben a közigazgatás átszervezésével a Hrvatska banovina (Horvát Bánság) része lett.
A második világháborúban Jugoszlávia megszállása után a Független Horvát Állam (NDH) része lett. A második világháború után 1992-ig a település a szocialta Jugoszlávia keretében a Bosznia-Hercegovinai Népköztársaság része volt. A boszniai háborút lezáró daytoni békeszerződés rendelkezése alapján az ország területét felosztották a Bosznia-hercegovinai Föderáció és a boszniai Szerb Köztársaság között. A békeszerződés utáni területmegosztási megállapodás értelmében a település a Boszniai Szerb Köztársasághoz került. 

## Nevezetességei
- Szent Péter és Pál apostolok tiszteletére szentelt ortodox plébániatemploma. A templom építése 1929-ben kezdődött a zsidó Mark Price tervei alapján, és ugyanebben az évben szentelték fel a templom alapjait. Arról, hogy ki szentelte fel az alapokat, nincs információ. A templomot 1934-ben Nektarije Krulj zvornik-tuzláni püspök szentelte fel. A második világháború alatt a templom kisebb károkat szenvedett. Története során többször is felújították. A templom utolsó restaurálása 2010-ben történt. A restaurálás után Zvornik-Tuzla püspöke, Vasilije szentelte fel 2010. július 25-én. Az új hársfából készült ikonosztázt a modričai Aleksandar Ninković készítette. Az új ikonosztáz ikonjait a modričai Nina Petković festette. A régi ikonosztáz ikonjai a tolisai egyházi önkormányzat területén találhatók.[8]

- Gradina – őskori erődített település maradványai a Tolisa-patak bal partja feletti fennsíkon. A leletek a késő bronzkorból és a kora vaskorból származnak.[4]